# Haut-Intyamon
Haut-Intyamon es una comuna suiza del cantón de Friburgo, situada en el distrito de Gruyère. Limita al norte con las comunas de Gruyères, Bas-Intyamon y Grandvillard, al este con Château d'Œx (VD) y Rossinière (VD), al sur con Veytaux (VD), y al oeste con Montreux (VD), Blonay (VD), Châtel-Saint-Denis y Semsales.
La comuna de Haut-Intyamon es el resultado de la fusión el 1 de enero de 2002 de las comunas de Albeuve, Lessoc, Montbovon y Neirivue, hoy convertidas en localidades.

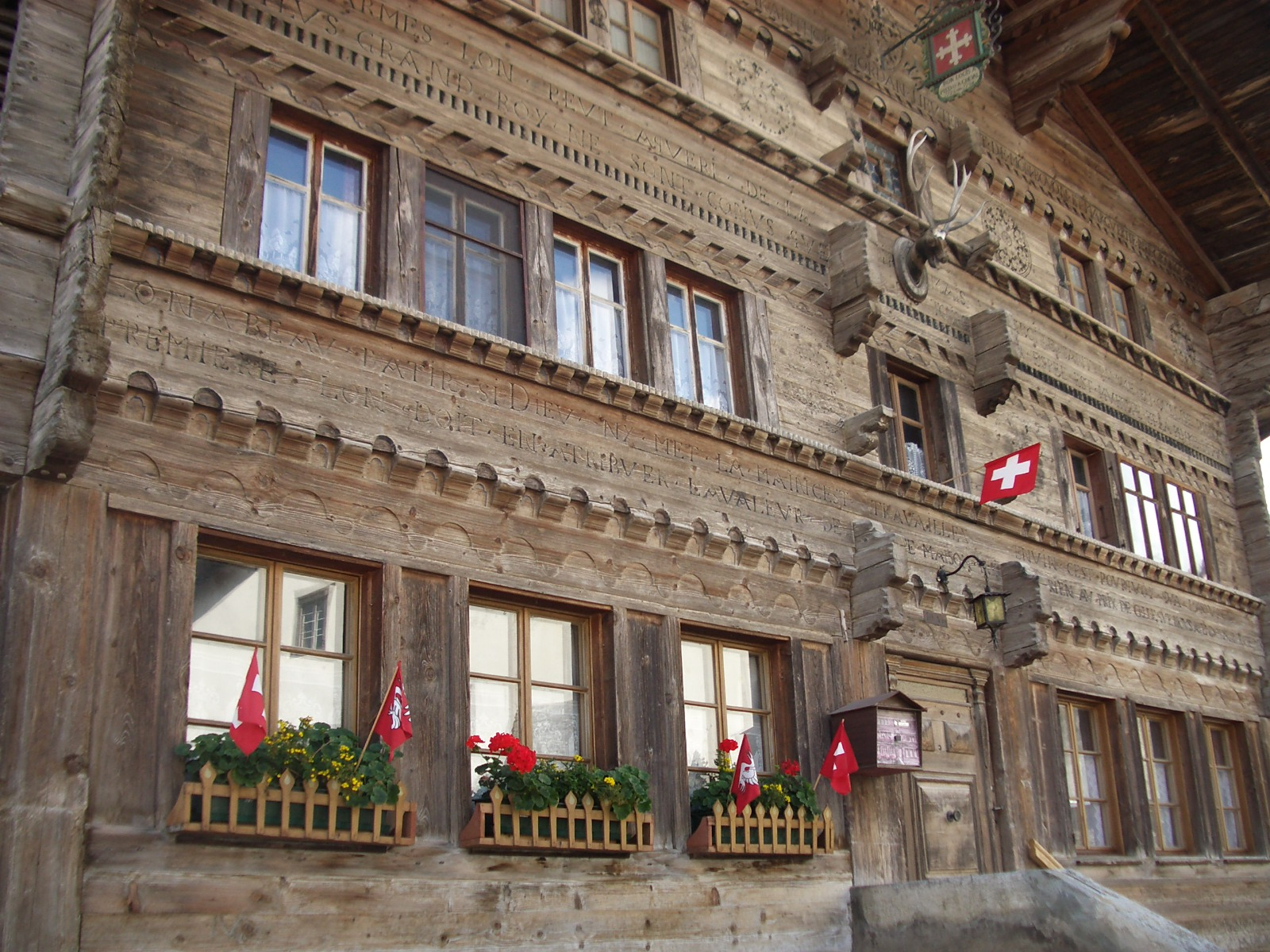
Vista de un chalet en Montbovon.